# Saison 8 de Mes parrains sont magiques
Chronologie
Saison 7 Saison 9
La huitième saison de Mes parrains sont magiques, ou Tes désirs sont désordres au Québec, est initialement diffusée aux États-Unis le 12 février 2011 sur Nickelodeon et s'achève le 29 décembre 2011. La série est créée par Butch Hartman, et produite par Frederator Studios. La série Mes parrains sont magiques est l'une des séries Nickelodeon les plus longues, après Les Razmoket et Bob l'éponge.

## Production

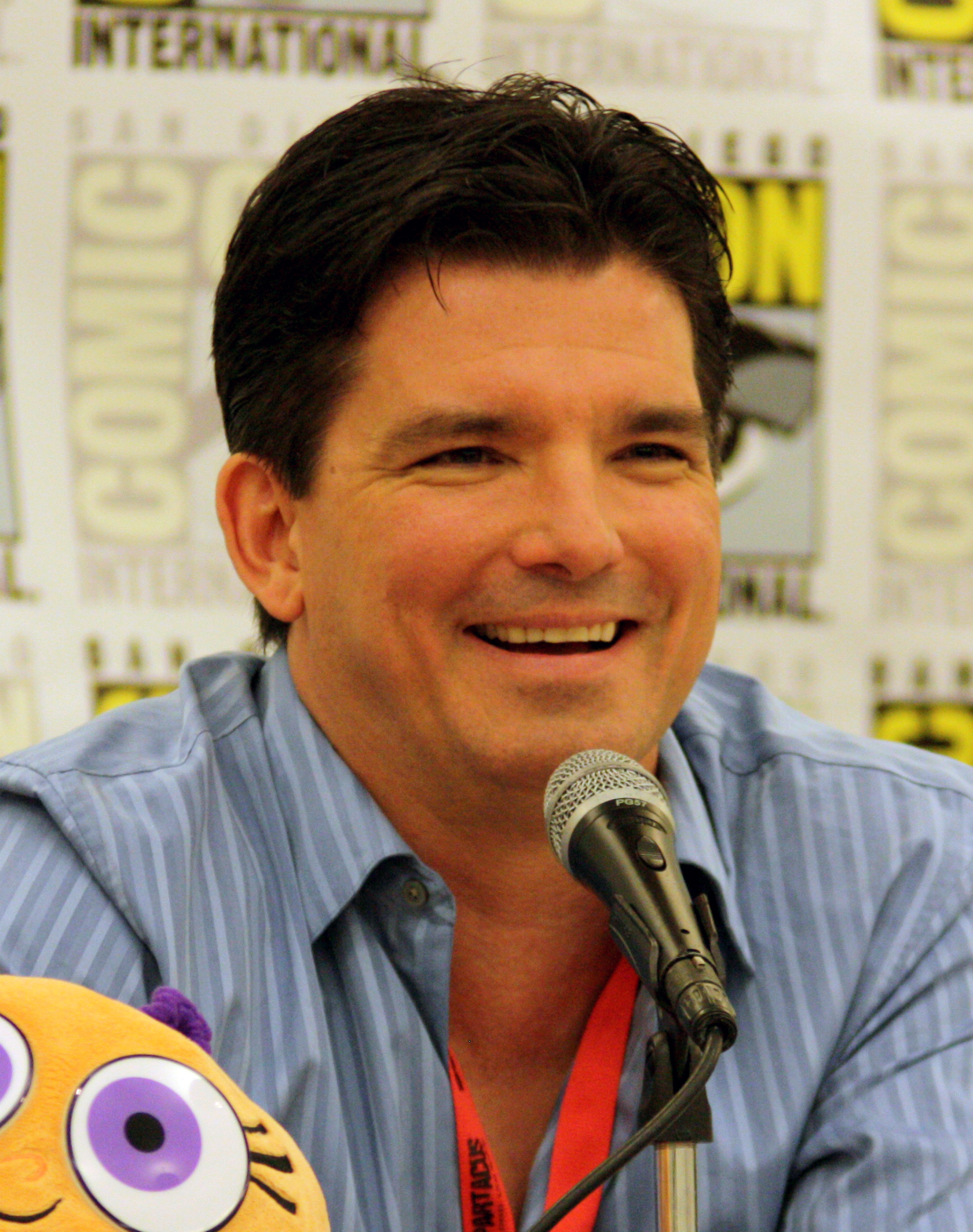
Butch Hartman, créateur de la série.

Le producteur de la série, Butch Hartman, crée Mes parrains sont magiques en tant que court-métrage intitulé Parrains magiques (Fairy Godparents), l'une des 39 séries d'animation diffusées dans l'émission Oh Yeah! Cartoons de Fred Seibert. Nickelodeon commande six épisodes qui seront diffusés pour la première fois sur la chaîne le 30 mars 2001, une demi-heure avant la diffusion de la série Invader Zim. Le 11 avril 2006, la chaîne britannique Nicktoons UK diffuse neuf courts-métrages Oh Yeah! Cartoons de la série en trois épisodes. Dès les premières diffusions, Mes parrains sont magiques devient populaire, encore plus que la série Invader Zim. Nickelodeon gagne de l'audience au fur et à mesure des diffusions. La popularité de la série est en partie due à Bob l'éponge. Autre que Bob l'éponge, cette série est classée comme l'une des meilleures séries à hautes audiences. Entre 2002 à 2003, le public s'agrandit considérablement, et parvient à dépasser Bob l'éponge en matière d'audience.
La huitième saison, de loin la plus courte de toute la série Mes parrains sont magiques, compte six épisodes. Il s'agit de la seule saison contenant des épisodes spéciaux plutôt que des épisodes réguliers de 11 minutes. La saison est par la suite renouvelée pour une neuvième, durant laquelle un nouveau personnage, Sparky, le chien des parrains magiques, sera intronisé.
Peu après la diffusion du téléfilm intitulé Mes parrains sont magiques, le film : Grandis Timmy en juillet 2011, initialement aux États-Unis, trois épisodes supplémentaires sont annoncés. Le premier épisode s'intitule La ligue officielle des ennemis revanchards et sadiques, initialement diffusé en octobre 2011.

## Épisodes
| No. de série | No. de saison | Titre                                                                             | Réalisateur(s)                            | Scénariste(s)                                                               | Date de diffusion | Date de diffusion | Code prod. |
| --- | ------------- | --------------------------------------------------------------------------------- | ----------------------------------------- | --------------------------------------------------------------------------- | ----------------- | ----------------- | ---------- |
| 105 | 1             | Triangle amoureux Love Triangle                                                   | Ken Bruce & Gary Conrad                   | Dave Thomas, Kevin Sullivan, Will Schifrin, Butch Hartman & Ray DeLaurentis | 12 février 2011   | 30 juin 2015      | 621        |
| Poof & Foop se battent pour sortir avec Dorrine rayon d'or |               |                                                                                   |                                           |                                                                             |                   |                   |            |
| 106 | 2a            | L'École épellémentaire Sppelementary School                                       | Michelle Bryan                            | Kevin Sullivan                                                              | 26 février 2011   |                   | 720a       |
| Poof rentre à l'école élémentaire. |               |                                                                                   |                                           |                                                                             |                   |                   |            |
| 106 | 2b            | Opération Dinkleberg Operation : Dinkleberg                                       | Ken Bruce                                 | Ray DeLaurentis & Will Schifrin                                             | 26 février 2011   |                   | 720b       |
| Papa Turner veut prouver que Dinkleberg est diabolique. |               |                                                                                   |                                           |                                                                             |                   |                   |            |
| 107 | 3             | L'Invasion des papas Invasion of the Dads                                         | Ken Bruce & Michelle Bryan                | Ray DeLaurentis, Will Schifrin & Kevin Sullivan                             | 18 juin 2011      |                   | 624        |
| Les clones de Papa Turner veut kidnapper Maman Turner. |               |                                                                                   |                                           |                                                                             |                   |                   |            |
| 108 | 4a            | Le Combat des chefs Food Fight                                                    |                                           |                                                                             | 12 juillet 2011   |                   | 716a       |
| La mère de Timmy participe à une compétition culinaire. |               |                                                                                   |                                           |                                                                             |                   |                   |            |
| 108 | 4b            | Drôles de zozos au zoo Please, Don't Feed the Turner's                            | Gary Conrad                               | Ray DeLaurentis & Will Schifrin                                             | 12 juillet 2011   |                   | 716b       |
| Les Turner se retrouvent coincés au zoo. |               |                                                                                   |                                           |                                                                             |                   |                   |            |
| 109 | 5a            | Noir, c'est noir Lights Out                                                       | Ken Bruce                                 | Kevin Sullivan                                                              | 13 juillet 2011   |                   | 718a       |
| Wanda et Cosmo se transforment en créatures terrifiantes puisque Timmy a fait peur à Poof en lisant une histoire terrifiante.                                                      |               |                                                                                   |                                           |                                                                             |                   |                   |            |
| 109 | 5b            | Papa fait fausse route Dad Overboard                                              | Gary Conrad                               | Ray DeLaurentis & Will Schifrin                                             | 13 juillet 2011   |                   | 718b       |
| Les Turner se retrouvent sur une île déserte prête à exploser. |               |                                                                                   |                                           |                                                                             |                   |                   |            |
| 110 | 6a            | Papa retourne a l'école Old Man and the C-                                        | Gary Conrad                               | Kevin Sullivan                                                              | 14 juillet 2011   |                   | 715a       |
| Timmy aide son père à se réconcilier avec les études. |               |                                                                                   |                                           |                                                                             |                   |                   |            |
| 110 | 6b            | Recette secrète Balance of Flour                                                  | Ken Bruce                                 | Ray De Laurentis & Will Schifrin                                            | 14 juillet 2011   |                   | 715b       |
| Anti-Cosmo et Anti-Wanda tentent de piéger Timmy. |               |                                                                                   |                                           |                                                                             |                   |                   |            |
| 111 | 7b            | Crocker présentateur Crock Talk                                                   | Gary Conrad                               | Ray DeLaurentin & Will Schifrin                                             | 15 juillet 2011   |                   | 719b       |
| Monsieur Crocker devient un présentateur. |               |                                                                                   |                                           |                                                                             |                   |                   |            |
| 111 | 7a            | La ferme ! Farm Pit                                                               | Michelle Bryan                            | Ed Valentine                                                                | 5 août 2012       |                   | 719a       |
| Papa Turner est renvoyé de son boulot et décide de lancer une ferme. |               |                                                                                   |                                           |                                                                             |                   |                   |            |
| 112 | 8a            | Chouette, mes parents surfent ! Beach Blanket Bozos                               | Michelle Bryan                            | Ed Valentine                                                                | 15 août 2011      |                   | 714a       |
| Les Turner partent à Hawaï. |               |                                                                                   |                                           |                                                                             |                   |                   |            |
| 112 | 8b            | Les Polter-frics Poltergeeks                                                      | Ken Bruce                                 | Ed Valentine                                                                | 15 août 2011      |                   | 714b       |
| Les parents de Timmy revivent leurs jours de chasseurs de fantômes. |               |                                                                                   |                                           |                                                                             |                   |                   |            |
| 113 | 9             | La Ligue officielle des supers ennemis revanchards et sadiques When LOSERS Attack | John McIntyre & Ken Bruce                 | Ray DeLaurentis, Will Schifrin & Kevin Sullivan                             | 15 octobre 2011   |                   | 625        |
| Crocker,Dark Laser & Foop veulent se vengeancer de Timmy pour capturer ses parrains et de le tuer ainsi qu'ils veulent ajouter Vicky qui veut partie elle-aussi de la L.O.S.E.R.S. |               |                                                                                   |                                           |                                                                             |                   |                   |            |
| 114 | 10            | Le Souhait secret de Timmy Timmy Secret Wish                                      | Michelle Bryan, Ken Bruce & John McIntyre | Will Schifrin & Kevin Sullivan                                              | 23 novembre 2011  |                   | 622        |
| Après le 1000e souhait,Timmy se trouve coupable de faire un souhait secret : Que personne ne sera vieux.                                                                           |               |                                                                                   |                                           |                                                                             |                   |                   |            |
| 115 | 11            | La Rencontre des parents et parrains Meet the OddParents                          | Michelle Bryan & John McIntyre            | Ray DeLaurentis, Will Schifrin & Kevin Sullivan                             | 29 décembre 2011  |                   | 626        |
| Timmy fait une rencontre de ses parrains à ses parents |               |                                                                                   |                                           |                                                                             |                   |                   |            |